# Mota (Etiopia)
Mota – miasto w Etiopii, w regionie Amhara. Według danych szacunkowych na rok 2015 liczy 41 000 mieszkańców.